# Campeonato Brasileiro de Futebol de 1960
O Campeonato Brasileiro de Futebol de 1960, originalmente denominado Taça Brasil pela CBD, foi a terceira edição do Campeonato Brasileiro. O Palmeiras sagrou-se campeão, vencendo o Fluminense em uma das semifinais, ganhando um e empatando o outro jogo; chegou a final e venceu os dois jogos contra o Fortaleza; faturando seu primeiro título brasileiro da história.
Esta edição contou com a participação de dezessete campeões estaduais (com o Sergipe estreando na competição, além do Estado da Guanabara agora competir sem o status de Distrito Federal), sendo que os campeões de São Paulo e Pernambuco, estados finalistas do Campeonato Brasileiro de Seleções Estaduais de 1959, já entravam na fase final. Esta foi a primeira edição, a classificar seu campeão para a disputa do campeonato nacional do ano seguinte.
Apesar de sua importância, e de seu vencedor ser considerado o campeão brasileiro já na época de sua disputa, somente em dezembro de 2010 que o torneio foi reconhecido oficialmente pela CBF como o Campeonato Brasileiro de Futebol de 1960.

## História

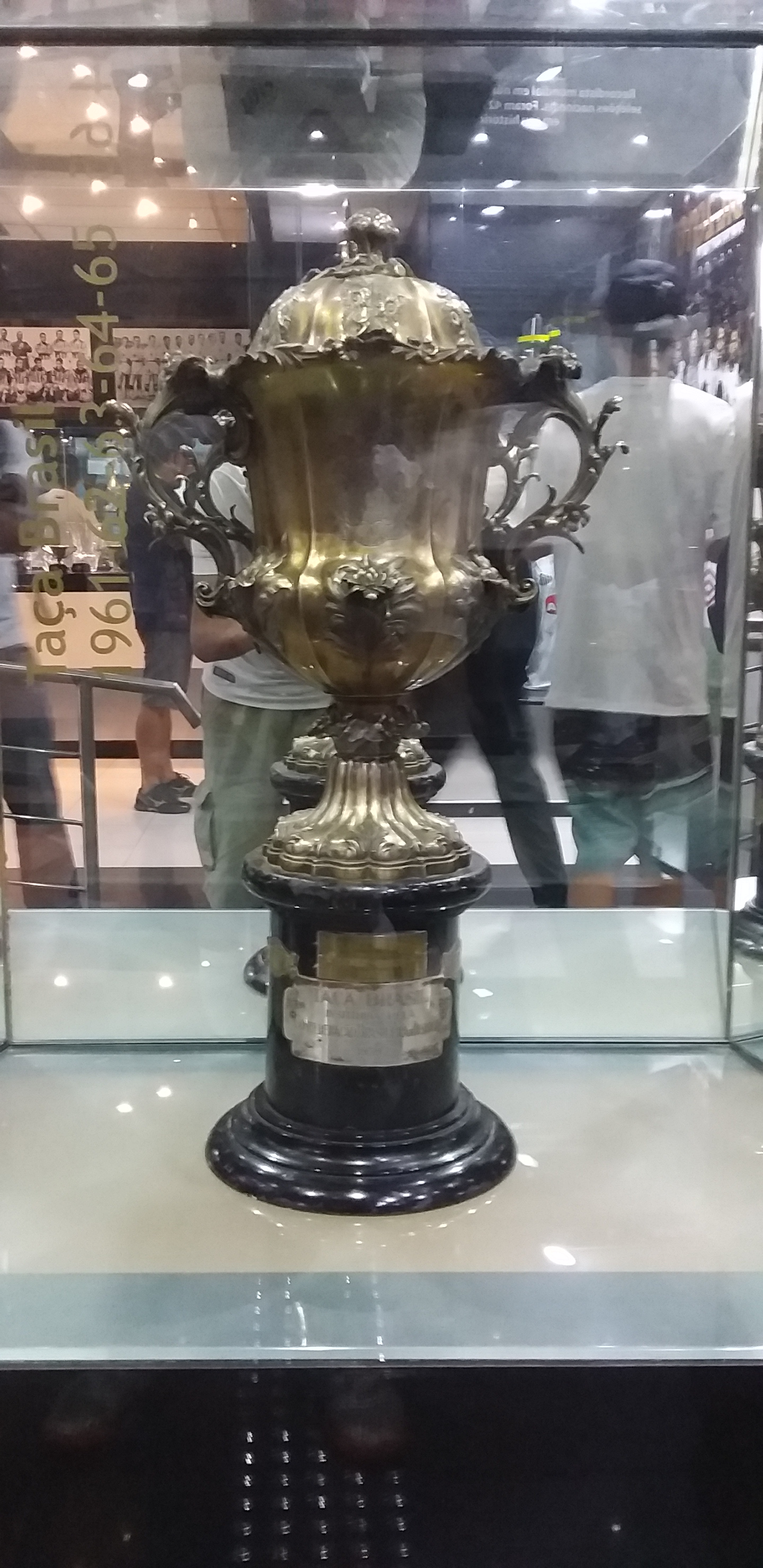
Troféu do Campeonato Brasileiro de Futebol de 1960.

A Taça Brasil foi a segunda competição nacional de clubes de futebol do Brasil a dar ao seu vencedor o título de campeão brasileiro (já na época de sua disputa, o vencedor da Taça Brasil era considerado o campeão brasileiro), sucedendo o Torneio dos Campeões de 1937. Diferente deste, porém, teve continuidade e englobava equipes de quase todos os estados. Apesar do certame ter sido instituído em 1954 pela CBD (Confederação Brasileira de Desportos, atual CBF), com a finalidade de apontar o clube campeão brasileiro da temporada e, ter seu regulamento definido no ano seguinte, a primeira edição da competição não pôde ser disputada em 1955, como o planejado, devido ao fato de o calendário trienal do futebol brasileiro de 1955 a 1958 já haver sido aprovado, não podendo sofrer alterações por conta da Copa do Mundo de 1958. Sendo assim, ficou definido naquela época para a Taça Brasil começar somente em 1959. Porém, como ainda havia limitação de data, restrições econômicas e dificuldades para viagens interestaduais devido a precariedade da infraestrutura do país na época, a competição foi montada de modo mais econômico possível. Sendo assim, participavam os campeões estaduais que se enfrentavam em um grande sistema eliminatório.
A terceira edição do Campeonato Brasileiro de Futebol foi realizada em 1960 e contou com a participação de dezessete campeões estaduais do ano anterior, que se enfrentaram em sistema eliminatório de ida e volta. A CBD, organizadora do certame, decidiu que as Seleções Estaduais que disputaram à final do Campeonato Brasileiro de Seleções Estaduais do ano anterior dariam a equipe de seu Estado o direito de ingressar diretamente na semifinal do torneio nacional. Como a Seleção Paulista foi campeã e a Pernambucana ficou com o vice-campeonato, sendo assim, o Palmeiras e o Santa Cruz, clubes campeões de seus respectivos Estados, foram contemplados.

Jogadores do Palmeiras com as faixas de campeão do Brasil de 1960.

Na curta campanha vencedora do Palmeiras, a semifinal reservou grandes dificuldades contra o Fluminense, campeão da Chave Sul – composta pelos estados do Espírito Santo, da Guanabara, de Minas Gerais, do Paraná, do Rio de Janeiro, do Rio Grande do Sul e de Santa Catarina. Após um empate por 0 a 0 no Pacaembu, o clube paulista mostrou que também no Maracanã consegue grande vitórias, e assim como na Copa Rio de 1951, saiu vitorioso – Humberto marcou o gol da vitória por 1 a 0 aos 44 minutos do segundo tempo. Já na decisão, no primeiro jogo, o Palmeiras viajou até o Ceará, onde enfrentou a equipe do Fortaleza. No Estádio Presidente Vargas lotado, porém, os jogadores palmeirenses não se intimidaram – com dois gols de Romeiro e um de Humberto, a partida já se encontrava nos 3 a 0 em menos de vinte minutos. Benedito ainda descontou, mas nada que tirasse o favoritismo dos comandados de Osvaldo Brandão. Expectativas mais do que confirmadas no jogo de volta – 40 mil palmeirenses abarrotaram-se no Pacaembu e assistiram a espetacular vitória do clube paulista de 8 a 2. Com a equipe do Palmeiras vencendo a segunda edição da Taça Brasil e consequentemente conquistando seu primeiro título brasileiro e de forma invicta, sobrando a equipe marcou onze gols e sofreu apenas três no placar agregado das duas partidas da final. E também com a conquista da competição o Palmeiras assegurou a vaga brasileira para disputar a Taça Libertadores da América de 1961, que seria sua estreia neste torneio continental, que havia começado a ser disputado no ano anterior.

## Participantes
| Equipe         | Cidade         | Estado | Classificação                | Participações  | Título(s)      |
| -------------- | -------------- | ------ | ---------------------------- | -------------- | -------------- |
| ABC            | Natal          | RN     | Campeão potiguar de 1959     | 1 (1959)       | 0 (não possui) |
| Bahia          | Salvador       | BA     | Campeão baiano de 1959       | 1 (1959)       | 1 (1959)       |
| Capelense      | Capela         | AL     | Campeão alagoano de 1959     | 0              | 0 (não possui) |
| Coritiba       | Curitiba       | PR     | Campeão paranaense de 1959   | 0              | 0 (não possui) |
| Cruzeiro       | Belo Horizonte | MG     | Campeão mineiro de 1959      | 0              | 0 (não possui) |
| Estrela do Mar | João Pessoa    | PB     | Campeão paraibano de 1959    | 0              | 0 (não possui) |
| Fluminense     | Rio de Janeiro | GB     | Campeão carioca de 1959      | 2 (1937, 1959) | 0 (não possui) |
| Fonseca        | Niterói        | RJ     | Campeão fluminense de 1959   | 0              | 0 (não possui) |
| Fortaleza      | Fortaleza      | CE     | Campeão cearense de 1959     | 0              | 0 (não possui) |
| Grêmio         | Porto Alegre   | RS     | Campeão gaúcho de 1959       | 1 (1959)       | 0 (não possui) |
| Moto Club      | São Luís       | MA     | Campeão maranhense de 1959   | 0              | 0 (não possui) |
| Palmeiras      | São Paulo      | SP     | Campeão paulista de 1959     | 0              | 0 (não possui) |
| Paula Ramos    | Florianópolis  | SC     | Campeão catarinense de 1959  | 0              | 0 (não possui) |
| Paysandu       | Belém          | PA     | Campeão paraense de 1959     | 0              | 0 (não possui) |
| Rio Branco-ES  | Vitória        | ES     | Campeão capixaba de 1959     | 2 (1937, 1959) | 0 (não possui) |
| Santa Cruz-SE  | Estância       | SE     | Campeão sergipano de 1959    | 0              | 0 (não possui) |
| Santa Cruz     | Recife         | PE     | Campeão pernambucano de 1959 | 0              | 0 (não possui) |

## Regulamento
A Taça Brasil de 1960 foi dividida em três fases, todas em sistema eliminatório ("mata-mata"). Na primeira fase, os clubes foram divididos em quatro grupos, Grupo Nordeste, Grupo Norte, Grupo Leste e Grupo Sul. Na segunda fase, os vencedores dos grupos Nordeste e Norte disputaram o título de campeão da Zona Norte e os dos grupos Leste e Sul o da Zona Sul. A fase final foi disputada entre os campeões das Zonas Sul e Norte e os representantes dos estados de São Paulo e Pernambuco, inscritos diretamente nesta fase.

## Critérios de desempate
Todos os jogos da Taça Brasil de 1960 foram disputados em modo eliminatório (mata-mata) em dois jogos de ida e volta. A equipe que somar mais pontos passava para a fase seguinte. Caso nos dois jogos as equipes tivessem o mesmo número de pontos (dois empates ou uma vitória para cada lado independente do número de gols entre os jogos) era disputado um jogo extra. Nesta partida, caso persistisse o empate, o time que tivesse o maior "goal-average" (média dos gols marcados dividido pelos gols sofridos) nas três partidas da fase era o vencedor. Se mesmo assim o empate persistisse, a vaga seria decidida no cara ou coroa.
Esse último critério de desempate foi, de fato, utilizado nesta edição do torneio. Após três empates consecutivos entre Grêmio e Coritiba, a equipe gaúcha avançou para a final da Zona Sul ao vencer o sorteio por cara ou coroa.

## Tabela

### Confrontos da fase final
|  | Oitavas de final | Oitavas de final | Oitavas de final | Oitavas de final |   |           | Quartas de final | Quartas de final | Quartas de final | Quartas de final |   |  | Semifinais | Semifinais | Semifinais | Semifinais |           |   | Final | Final | Final | Final |
|  |                  |                  |                  |                  |   |           |                  |                  |                  |                  |   |  |            |            |            |            |           |   |       |       |       |       |
|  |                  |                  |                  |                  |   |           |                  |                  |                  |                  |   |  |            |            |            |            |           |   |       |       |       |       |
|  |                  |                  |                  |                  |   |           |                  |                  |                  |                  |   |  |            |            |            |            |           |   |       |       |       |       |
|  |                  |                  |                  |                  |   |           |                  |                  |                  |                  |   |  |            |            |            |            |           |   |       |       |       |       |
|  |                  |                  |                  |                  |   |           |                  |                  |                  |                  |   |  |            |            |            |            |           |   |       |       |       |       |
|  |                  |                  |                  |                  |   |           |                  |                  |                  |                  |   |  |            |            |            |            |           |   |       |       |       |       |
|  |                  |                  |                  |                  |   |           |                  |                  |                  |                  |   |  |            |            |            |            |           |   |       |       |       |       |
|  |                  |                  |                  |                  |   |           |                  |                  |                  |                  |   |  |            |            |            |            |           |   |       |       |       |       |
|  |                  |                  |                  |                  |   |           |                  |                  |                  |                  |   |  |            |            |            |            |           |   |       |       |       |       |
|  |                  |                  |                  |                  |   |           |                  |                  |                  |                  |   |  |            |            |            |            |           |   |       |       |       |       |
|  |                  |                  |                  |                  |   |           |                  | Santa Cruz       | 2                | 1                | - |  |            |            |            |            |           |   |       |       |       |       |
|  |                  |                  |                  |                  |   |           |                  |                  |                  |                  | - |  |            |            |            |            |           |   |       |       |       |       |
|  |                  | Fortaleza        | 2                | 2                | - |           |                  |                  |                  |                  |   |  |            |            |            |            |           |   |       |       |       |       |
|  | Fortaleza        | Fortaleza        | 2                | 2                | - | 2         | 1                | -                |                  |                  |   |  |            |            |            |            |           |   |       |       |       |       |
|  | Fortaleza        |                  |                  |                  |   | 2         | 1                | -                |                  |                  |   |  |            |            |            |            |           |   |       |       |       |       |
|  | Moto Club        | 0                | 1                | -                |   |           |                  |                  |                  |                  |   |  |            |            |            |            |           |   |       |       |       |       |
|  | Moto Club        | 0                | 1                | -                |   | Fortaleza | 2                | 0                | -                |                  |   |  |            |            |            |            |           |   |       |       |       |       |
|  |                  |                  |                  |                  |   | Fortaleza | 2                | 0                | -                |                  |   |  |            |            |            |            |           |   |       |       |       |       |
|  |                  | Bahia            | 1                | 0                | - |           |                  |                  |                  |                  |   |  |            |            |            |            |           |   |       |       |       |       |
|  | Bahia            | Bahia            | 1                | 0                | - | 2         | 2                | -                |                  |                  |   |  |            |            |            |            |           |   |       |       |       |       |
|  | Bahia            |                  |                  |                  |   | 2         | 2                | -                |                  |                  |   |  |            |            |            |            |           |   |       |       |       |       |
|  | Capelense        | 0                | 1                | -                |   |           |                  |                  |                  |                  |   |  |            |            |            |            |           |   |       |       |       |       |
|  | Capelense        | 0                | 1                | -                |   |           |                  |                  |                  |                  |   |  |            |            |            |            | Fortaleza | 1 | 2     | -     |       |       |
|  |                  |                  |                  |                  |   |           |                  |                  |                  |                  |   |  |            |            |            |            |           | 1 | 2     | -     |       |       |
|  |                  | Palmeiras        | 3                | 8                | - |           |                  |                  |                  |                  |   |  |            |            |            |            |           |   |       |       |       |       |
|  |                  | Palmeiras        | 3                | 8                | - |           |                  |                  |                  |                  |   |  |            |            |            |            |           |   |       |       |       |       |
|  |                  |                  |                  |                  |   |           |                  |                  |                  |                  |   |  |            |            |            |            |           |   |       |       |       |       |
|  |                  |                  |                  |                  |   |           |                  |                  |                  |                  |   |  |            |            |            |            |           |   |       |       |       |       |
|  |                  |                  |                  |                  |   |           |                  |                  |                  |                  |   |  |            |            |            |            |           |   |       |       |       |       |
|  |                  |                  |                  |                  |   |           |                  |                  |                  |                  |   |  |            |            |            |            |           |   |       |       |       |       |
|  |                  |                  |                  |                  |   |           |                  |                  |                  |                  |   |  |            |            |            |            |           |   |       |       |       |       |
|  |                  |                  |                  |                  |   |           |                  |                  |                  |                  |   |  |            |            |            |            |           |   |       |       |       |       |
|  |                  |                  |                  |                  |   |           |                  |                  |                  |                  |   |  |            |            |            |            |           |   |       |       |       |       |
|  |                  |                  |                  |                  |   |           |                  |                  |                  |                  |   |  |            |            |            |            |           |   |       |       |       |       |
|  |                  |                  |                  |                  |   |           |                  | Palmeiras        | 0                | 1                | - |  |            |            |            |            |           |   |       |       |       |       |
|  |                  |                  |                  |                  |   |           |                  |                  |                  |                  | - |  |            |            |            |            |           |   |       |       |       |       |
|  |                  | Fluminense       | 0                | 0                | - |           |                  |                  |                  |                  |   |  |            |            |            |            |           |   |       |       |       |       |
|  | Coritiba         | Fluminense       | 0                | 0                | - | 1         | 3                | 1                |                  |                  |   |  |            |            |            |            |           |   |       |       |       |       |
|  | Coritiba         |                  |                  |                  |   | 1         | 3                | 1                |                  |                  |   |  |            |            |            |            |           |   |       |       |       |       |
|  | Grêmio (*)       | 1                | 3                | 1                |   |           |                  |                  |                  |                  |   |  |            |            |            |            |           |   |       |       |       |       |
|  | Grêmio (*)       | 1                | 3                | 1                |   | Grêmio    | 1                | 2                | 1                |                  |   |  |            |            |            |            |           |   |       |       |       |       |
|  |                  |                  |                  |                  |   | Grêmio    | 1                | 2                | 1                |                  |   |  |            |            |            |            |           |   |       |       |       |       |
|  |                  | Fluminense       | 0                | 4                | 1 |           |                  |                  |                  |                  |   |  |            |            |            |            |           |   |       |       |       |       |
|  | Cruzeiro         | Fluminense       | 0                | 4                | 1 | 1         | 1                | -                |                  |                  |   |  |            |            |            |            |           |   |       |       |       |       |
|  | Cruzeiro         |                  |                  |                  |   | 1         | 1                | -                |                  |                  |   |  |            |            |            |            |           |   |       |       |       |       |
|  | Fluminense       | 1                | 4                | -                |   |           |                  |                  |                  |                  |   |  |            |            |            |            |           |   |       |       |       |       |

(*) A vaga foi decidida no cara ou coroa, sagrando-se vencedor o Grêmio.

### Primeira fase

#### Grupo Nordeste
Semifinal do Grupo Nordeste
| 6 de setembro de 1960 | Bahia                   | 3 – 1 | Santa Cruz | Estádio da Fonte Nova, Salvador (BA) |
|                       | Pirilo · Carlito · Nena |       | Chico      |                                      |

| 11 de setembro de 1960 | Santa Cruz      | 2 – 1 | Bahia   | Aracaju (SE) |
|                        | Toninho · Rocha |       | Carlito |              |

Jogo extra:
| 13 de setembro de 1960 | Santa Cruz | 0 – 0 | Bahia | Aracaju (SE) |
|                        |            |       |       |              |

- O Bahia classificou-se pelo goal average.

Final do Grupo Nordeste
| 25 de setembro de 1960 | Bahia                 | 2 – 0 | Capelense | Estádio da Fonte Nova, Salvador (BA) |
|                        | Carlito · Florisvaldo |       |           | Árbitro: Válter Gonçalves            |

| 28 de setembro de 1960 | Capelense | 1 – 2 | Bahia  | Maceió (AL)            |
|                        | Marinho   |       | Xavier | Árbitro: Cláudio Regis |

#### Grupo Norte
Quartas-de-final do Grupo Norte
| 21 de agosto de 1960 | Estrela do Mar | 2 – 1 | ABC      | Estádio Olímpico, João Pessoa (PB) |
|                      | Izinho · Bita  |       | Jorginho | Árbitro: Evandro Ferreira          |

| 28 de agosto de 1960 | ABC                                   | 5 – 1 | Estrela do Mar | Estádio Juvenal Lamartine, Natal (RN) |
|                      | Cahú · Cocó · Mota · Jorginho Tavares |       | (P) Coelhinho  |                                       |

Jogo extra:
| 30 de agosto de 1960 | ABC                                    | 5 – 1 | Estrela do Mar | Natal (RN) |
|                      | China · Cahú · Mota · Jorginho Tavares |       | Coelhinho      |            |

Semifinais do Grupo Norte
| 28 de agosto de 1960 | Paysandu                 | 2 – 3 | Moto Club                                  | Belém (PA)                            |
|                      | Quarenta 61' · Ércio 90' |       | 24' Gojoba · 84' (P) Laixinha · 85' Zezico | Árbitro: Francisco Xavier Gomes Filho |

| 7 de setembro de 1960 | Moto Club                                   | 4 – 2 | Paysandu                             | Estádio Nhozinho Santos, São Luís (MA) |
|                       | Laixinha 23' (P) · Nabor 41' 79' · Neto 57' |       | 31' 64' Luciano · 71' Carlos Alberto | Árbitro: Orlando Pinto                 |

| 11 de setembro de 1960 | Fortaleza              | 3 – 0 | ABC | Estádio Presidente Vargas, Fortaleza (CE) |
|                        | Walter Vieira · Bececê |       |     |                                           |

| 13 de setembro de 1960 | ABC      | 1 – 1 | Fortaleza   | Natal (RN) |
|                        | Jorginho |       | (GC) Calado |            |

Final do Grupo Norte
| 22 de setembro de 1960 | Fortaleza                 | 2 – 0 | Moto Club | Estádio Presidente Vargas, Fortaleza (CE) |
|                        | Bececê 63' · Benedito 89' |       |           | Árbitro: Wilson de Moraes Vanlume         |

| 25 de setembro de 1960 | Moto Club | 1 – 1 | Fortaleza  | Estádio Nhozinho Santos, São Luís (MA) |
|                        | Nabor 9'  |       | 66' Bececê | Árbitro: José Tosta                    |

#### Grupo Sul
Semifinal do Grupo Sul
| 21 de agosto de 1960 | Paula Ramos | 1 – 1 | Coritiba   | Estádio Adolfo Konder, Florianópolis (SC) |
|                      | Oscar 14'   |       | 59' Duílio |                                           |

| 28 de agosto de 1960 | Coritiba                                                            | 5 – 0 | Paula Ramos | Curitiba (PR) |
|                      | Gol marcado · Gol marcado · Gol marcado · Gol marcado · Gol marcado |       |             |               |

Final do Grupo Sul
| 18 de setembro de 1960 | Coritiba   | 1 – 1 | Grêmio    | Estádio Belfort Duarte, Curitiba (PR) |
|                        | Duílio 14' |       | 49' Elton | Árbitro: Clinamulte Vieira França     |

| 25 de setembro de 1960 | Grêmio                                      | 3 – 3 | Coritiba                         | Estádio Olímpico, Porto Alegre (RS)            |
|                        | Vieira 13' · Milton Kuelle 23' · Marino 78' |       | 16' Chico · 53' Oda · 88' Ronald | Público: 8,200 Árbitro: José Ferreira da Silva |

Jogo extra:
| 27 de setembro de 1960 | Grêmio    | 1 – 1 | Coritiba | Estádio Olímpico, Porto Alegre (RS)          |
|                        | Gessy 10' |       | 25' Oda  | Público: 12,700 Árbitro: José Gomes Sobrinho |

- A vaga foi decidida no cara ou coroa, sagrando-se vencedor o Grêmio.

#### Grupo Leste
Semifinais do Grupo Leste
| 23 de agosto de 1960 | Cruzeiro | 0 – 1 | Rio Branco | Estádio do Barro Preto, Belo Horizonte (MG) |
|                      |          |       | 3' Belo    | Árbitro: Euclides Onofre                    |

| 24 de agosto de 1960 | Fonseca | 0 – 3 | Fluminense                              | Estádio Caio Martins, Niterói (RJ)              |
|                      |         |       | 6' Telê · 7' Jair Francisco · 68' Waldo | Público: 7,000 Árbitro: Alberto da Gama Malcher |

| 28 de agosto de 1960 | Rio Branco | 0 – 1 | Cruzeiro        | Estádio Governador Bley, Vitória (ES) |
|                      |            |       | 15' Raimundinho | Árbitro: Luiz Pereira Filho           |

| 31 de agosto de 1960 | Fluminense                                                                  | 8 – 0 | Fonseca | Estádio das Laranjeiras, Rio de Janeiro (GB)      |
|                      | Maurinho 5' · Waldo 15' 22' 31' · Jair Francisco 32' 33' 74' · Paulinho 81' |       |         | Público: 1,885 pagantes Árbitro: Wilmes Gonçalves |

Jogo extra:
| 30 de agosto de 1960 | Rio Branco | 0 – 1 | Cruzeiro           | Estádio Governador Bley, Vitória (ES) |
|                      |            |       | 4' Hilton Oliveira | Árbitro: Amílcar Ferreira             |

Final do Grupo Leste
| 14 de setembro de 1960 | Cruzeiro        | 1 – 1 | Fluminense  | Estádio Independência, Belo Horizonte (MG)              |
|                        | Raimundinho 26' |       | 9' Paulinho | Público: 22,000 (18,515 pagantes) Árbitro: Antonio Viug |

| 20 de setembro de 1960 | Fluminense                                   | 4 – 1 | Cruzeiro     | Estádio das Laranjeiras, Rio de Janeiro (GB)        |
|                        | Escurinho 36' · Maurinho 39' · Waldo 44' 83' |       | 23' Nelsinho | Público: 5,496 pagantes Árbitro: Luiz Pereira Filho |

### Segunda fase

#### Zona Norte
Final da Zona Norte
| 16 de outubro de 1960 | Fortaleza                 | 2 – 1 | Bahia      | Estádio Presidente Vargas, Fortaleza (CE) |
|                       | 12' Benedito · 60' Bececê |       | 66' Xavier | Árbitro: Doranilton Lisboa                |

| 26 de outubro de 1960 | Bahia | 0 – 0 | Fortaleza | Estádio da Fonte Nova, Salvador (BA) |
|                       |       |       |           |                                      |

#### Zona Sul
Final da Zona Sul
| 12 de outubro de 1960 | Grêmio    | 1 – 0 | Fluminense | Estádio Olímpico, Porto Alegre (RS)         |
|                       | Élton 18' |       |            | Público: 30,000 Árbitro: Eunápio de Queiroz |

| 19 de outubro de 1960 | Fluminense                                                  | 4 – 2 | Grêmio        | Estádio das Laranjeiras, Rio de Janeiro (GB)      |
|                       | Maurinho 8' · Waldo 39' · Jair Francisco 67' · Paulinho 78' |       | 69' 74' Gessy | Público: 20,000 Árbitro: Clinamulte Vieira França |

Jogo extra:
| 21 de outubro de 1960 | Fluminense        | 1 – 1 | Grêmio        | Maracanã, Rio de Janeiro (GB)                          |
|                       | Jair Francisco 4' |       | 77' (P) Élton | Público: 26,631 pagantes Árbitro: Olten Ayres de Abreu |

- O Fluminense classificou-se pelo goal average.

### Fase final

#### Semifinais
| 9 de novembro de 1960 | Palmeiras | 0 – 0 | Fluminense | Estádio do Pacaembu, São Paulo (SP)         |
|                       |           |       |            | Público: 20,000 Árbitro: Eunápio de Queiroz |

| 16 de novembro de 1960 | Santa Cruz      | 2 – 2 | Fortaleza      | Estádio da Ilha do Retiro, Recife (PE) |
|                        | Lua · 65' Múcio |       | 60' 75' Bececê | Público: 19,874                        |

| 16 de novembro de 1960 | Fluminense | 0 – 1 | Palmeiras    | Maracanã, Rio de Janeiro (GB)                                   |
|                        |            |       | 89' Humberto | Público: 50,000 (40,000 pagantes) Árbitro: Romualdo Arppi Filho |

| 23 de novembro de 1960 | Fortaleza             | 2 – 1 | Santa Cruz   | Estádio Presidente Vargas Ceará(CE) |
|                        | Bececê · Benedito 50' |       | 37' Nilsinho | Árbitro: João Etzel Filho           |

#### Final
| 22 de dezembro de 1960 | Fortaleza    | 1 – 3 | Palmeiras                     | Estádio Presidente Vargas, Fortaleza (CE) |
|                        | Benedito 52' |       | 8' 17' Romeiro · 19' Humberto | Árbitro: João Etzel Filho                 |

| Fortaleza | Palmeiras |

| FORTALEZA:    |  |               |                                   |    |
|               |  |               |                                   |    |
| G             |  | Pedrinho      |                                   |    |
| LD            |  | Toinho        |                                   |    |
| Z             |  | Mesquita      |                                   |    |
| Z             |  | Sanatiel      |                                   |    |
| LE            |  | Ninoso        |                                   |    |
| V             |  | Célio         |                                   | a' |
| V             |  | Benedito      |                                   |    |
| M             |  | Walter Vieira |                                   |    |
| A             |  | Charuto       | Penalizado · Penalizado · Expulso |    |
| A             |  | Bececê        |                                   |    |
| Substituição: |  |               |                                   |    |
| A             |  | Cassinho      |                                   | a' |
| Treinador:    |  |               |                                   |    |
| França        |  |               |                                   |    |

| PALMEIRAS:      |  |                   |                                   |  |
|                 |  |                   |                                   |  |
| G               |  | Valdir            |                                   |  |
| LD              |  | Djalma Santos     |                                   |  |
| Z               |  | Valdemar Carabina |                                   |  |
| Z               |  | Aldemar           |                                   |  |
| LE              |  | Jorge             |                                   |  |
| V               |  | Zequinha          |                                   |  |
| V               |  | Chinesinho        |                                   |  |
| M               |  | Julinho Botelho   |                                   |  |
| M               |  | Romeiro           | Penalizado · Penalizado · Expulso |  |
| A               |  | Humberto          |                                   |  |
| A               |  | Cruz              |                                   |  |
| Treinador:      |  |                   |                                   |  |
| Osvaldo Brandão |  |                   |                                   |  |

| 28 de dezembro de 1960 | Palmeiras                                                                                          | 8 – 2 | Fortaleza      | Estádio do Pacaembu, São Paulo (SP)       |
|                        | Zequinha 8' · Chinesinho 10' 69' · Romeiro 12' · Julinho Botelho 21' · Cruz 53' 56' · Humberto 77' |       | 6' 44' Charuto | Público: 40,000 Árbitro: Ricardo Bonadies |

| Palmeiras | Fortaleza |

| PALMEIRAS:      |  |                   |
|                 |  |                   |
| G               |  | Valdir            |
| LD              |  | Djalma Santos     |
| Z               |  | Valdemar Carabina |
| Z               |  | Aldemar           |
| LE              |  | Jorge             |
| V               |  | Zequinha          |
| V               |  | Chinesinho        |
| M               |  | Julinho Botelho   |
| M               |  | Romeiro           |
| A               |  | Humberto          |
| A               |  | Cruz              |
| Treinador:      |  |                   |
| Osvaldo Brandão |  |                   |

| FORTALEZA: |  |               |
|            |  |               |
| G          |  | Pedrinho      |
| LD         |  | Toinho        |
| Z          |  | Mesquita      |
| Z          |  | Sanatiel      |
| LE         |  | Ninoso        |
| V          |  | Sapenha       |
| V          |  | Benedito      |
| M          |  | Walter Vieira |
| M          |  | Moésio Gomes  |
| A          |  | Charuto       |
| A          |  | Bececê        |
| Treinador: |  |               |
| França     |  |               |

## Premiação
| Campeonato Brasileiro de 1960             |
| São Paulo                                 |
| ----------------------------------------- |
| Sociedade Esportiva Palmeiras (1º título) |

## Classificação final
| Pos | Equipes        | Pts | J  | V | E | D | GP | GC | SG  | Classificação ou rebaixamento                 |
| --- | -------------- | --- | -- | - | - | - | -- | -- | --- | --------------------------------------------- |
| 1   | Palmeiras      | 7   | 4  | 3 | 1 | 0 | 12 | 3  | +9  | Campeão e classificado à Libertadores de 1961 |
| 2   | Fortaleza      | 12  | 10 | 4 | 4 | 2 | 16 | 17 | -1  | Vice campeão                                  |
| 3   | Fluminense     | 11  | 9  | 4 | 3 | 2 | 21 | 7  | +14 | Semifinais                                    |
| 4   | Santa Cruz     | 1   | 2  | 0 | 1 | 1 | 3  | 4  | -1  | Semifinais                                    |
| 5   | Bahia          | 8   | 7  | 3 | 2 | 2 | 9  | 6  | +3  | Finais Zona x Zona                            |
| 6   | Grêmio         | 6   | 6  | 1 | 4 | 1 | 9  | 10 | -1  | Finais Zona x Zona                            |
| 7   | Coritiba       | 6   | 5  | 1 | 4 | 0 | 11 | 6  | +5  | Final de Zona                                 |
| 8   | Cruzeiro       | 5   | 5  | 2 | 1 | 2 | 4  | 6  | –2  | Final de Zona                                 |
| 9   | Moto Club      | 5   | 4  | 2 | 1 | 1 | 8  | 7  | +1  | Final de Zona                                 |
| 10  | Capelense      | 0   | 2  | 0 | 0 | 2 | 1  | 4  | -3  | Final de Zona                                 |
| 11  | ABC            | 5   | 5  | 2 | 1 | 2 | 12 | 8  | +4  | Semifinal de Zona                             |
| 12  | Santa Cruz-SE  | 3   | 3  | 1 | 1 | 1 | 3  | 4  | –1  | Semifinal de Zona                             |
| 13  | Rio Branco-ES  | 2   | 3  | 1 | 0 | 2 | 1  | 2  | –1  | Semifinal de Zona                             |
| 14  | Paula Ramos    | 1   | 2  | 0 | 1 | 1 | 1  | 6  | -5  | Semifinal de Zona                             |
| 15  | Paysandu       | 0   | 2  | 0 | 0 | 2 | 4  | 7  | –3  | Semifinal de Zona                             |
| 16  | Fonseca-RJ     | 0   | 2  | 0 | 0 | 2 | 0  | 11 | -11 | Semifinal de Zona                             |
| 17  | Estrela do Mar | 2   | 3  | 1 | 0 | 2 | 4  | 11 | –7  | Quartas de Final de Zona                      |

## Principais artilheiros
1. Bececê (Fortaleza): 7 gols.[21]
2. Jair Francisco (Fluminense) e Waldo (Fluminense): 6 gols.
3. Duílio (Coritiba): 6 gols.
4. Maurinho (Fluminense): 4 gols.